# Кайриша, Астрида
А́стрида Ка́йриша (латыш. Astrīda Kairiša; 8 апреля 1941, Рига — 13 января 2021, там же) — советская и латвийская актриса театра и кино. Народная артистка Латвийской ССР (1986).

## Биография
Астрида Кайриша родилась в Риге, в рабочей семье. Сестра, Дигна Кайриша — балетная танцовщица.
Окончила Рижскую 28-ю среднюю школу (1960). Театральное образование получила в 3-й студии при Академическом театре им. Райниса (театр Дайлес, 1962). Работала в Лиепайском театре (1962—1968), перешла в Национальный театр. Дебютировала в пьесе Райниса «Вей, ветерок!», в роли Зане. Позже снялась в этой же роли в экранизации Гунара Пиесиса. Актриса большого дарования и широкого диапазона, от трагедии до комедийных постановок.
В кино с 1961 года. Работала в нескольких лентах с режиссёром Дзидрой Ритенбергой, воплотила на экране психологически яркий и максимально достоверный образ своей современницы.
Лауреат Государственной премии Латвийской ССР — за исполнение роли Лауры в фильме «Соната над озером» (режиссёры Гунар Цилинский и Варис Брасла, 1977). Народная артистка Латвийской ССР (1986). Награждена престижными латвийскими театральными премиями: дважды им. Лилиты Берзини (1987 и 1993) и им. Алфреда Амтманиса-Бриедитиса (1997).
Член Союза театральных деятелей с 1967 года.
Умерла 13 января 2021 года в Риге, похоронена на кладбище Матиса.

## Семья
Была замужем за актёром и режиссёром Карлисом Аушкапсом, в браке родился сын Карлис.

## Фильмография
- 1961 — Обманутые — Лиените
- 1964 — Он жив — Яна
- 1964 — Письма к живым — Ольга
- 1970 — Стреляй вместо меня — Ирина
- 1971 — Танец мотылька — Иева
- 1972 — Слуги дьявола на Чёртовой мельнице — Вероника
- 1973 — Опознание — Ингрид Кюн
- 1973 — Вей, ветерок! — Зане
- 1976 — Лето мотоциклистов
- 1976 — Соната над озером — Лаура
- 1976 — Быть лишним — Ирена Андава
- 1980 — Вечерний вариант — Анна
- 1980 — Жаворонки — Ингрида
- 1980 — Три минуты лёта — Юстина
- 1985 — Мальчик-с-пальчик — Мать Ветров
- 1986 — Двойник — директор детдома
- 1987 — Этот странный лунный свет — Надина
- 1989 — Тапёр — мать Лаймониса
- 1993 — Вальс длиною в жизнь
- 1997 — Жернова судьбы